# Alexandre Savérien
Alexandre Julien Savérien (Arles, 16 luglio 1720 – Nanterre, 3 maggio 1805) è stato un matematico e filosofo francese.

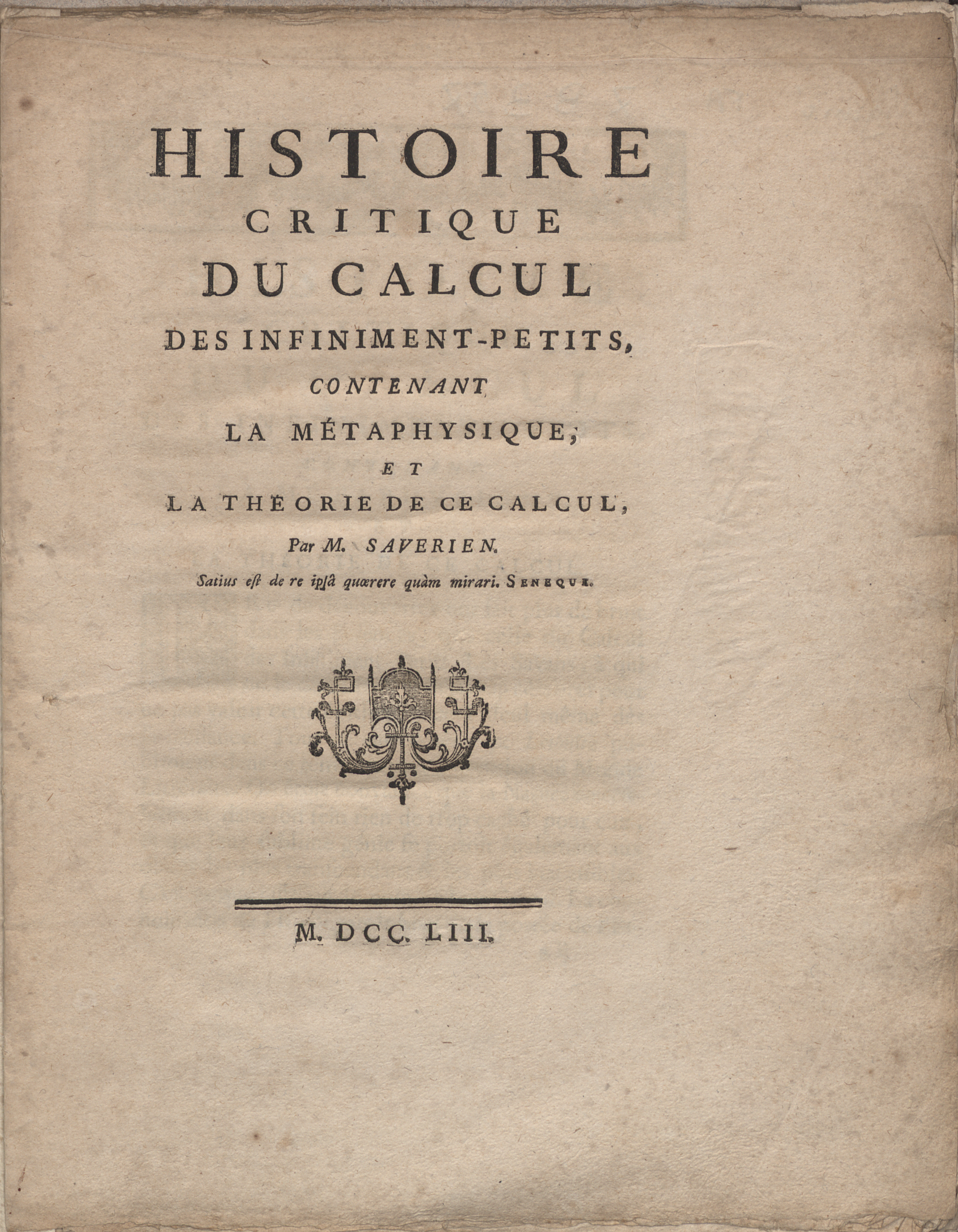
Histoire critique du calcul des infiniment-petits, 1753

Era figlio di Julien Savérien e Thérèse Mercurin; studiò presso i gesuiti di Arles ed entrò nella marina militare diventandone poi ingegnere. Fu poi professore a Parigi e le sue pubblicazioni gli diedero una discreta fama.

## Opere
- (FR) Histoire critique du calcul des infiniment-petits, contenant la métaphysique et la théorie de ce calcul, 1753.
- Vita di Renato Cartesio celebre filosofo, Venezia, Antonio Graziosi, 1774.